# IBK Dalen
Innebandyklubb Dalen (také IBK Dalen) je švédský florbalový klub, který do roku 2023 hrál 26 sezón ve Švédské Superlize. Sídlí ve městě Umeå a svoje domácí zápasy hraje v aréně Gammliavallen s maximální kapacitou 2 000 diváků. Na nejbližší venkovní zápas v Superlize musel klub cestovat okolo 300 km. IBK Dalen nikdy nezískali pohár Švédské Superligy.
Největšími úspěchy jsou stříbra v SSL z let 2012 a 2013. Pak také druhé místo na domácím Poháru mistrů, který se konal v roce 2012 v Umee a Dalen jej pořádal.

## Známí hráči z Česka
- Patrik Suchánek (2013–2017)
- Martin Tokoš (2014–2016)
- Milan Tomašík (2011–2015)